# Ring (Familienname)
Ring ist ein deutscher Familienname.

## Namensträger
- Alexander Ring (* 1991), deutsch-finnischer Fußballspieler
- Barbra Ring (1870–1955), norwegische Schriftstellerin und Literaturkritikerin
- Christian Ring (Komponist) (* 1966), deutscher Filmkomponist
- Christian Ring (Grasskiläufer) (* 1973), deutscher Grasskiläufer
- Christian Ring (Kunsthistoriker) (* 1976), deutscher Kunsthistoriker
- Cyril Ring (1892–1967), US-amerikanischer Schauspieler
- Diana Ring (* 1949), niederländische Sängerin
- Diane M. Ring, US-amerikanische Juristin
- E. D. Ring (1888–nach 1947), US-amerikanischer Soldat, Lehrer und Politiker
- Edgar Ring (* 1955), deutscher Prähistoriker und Hochschullehrer
- Erik Ring (Ruderer) (* 1964), deutscher Ruderer
- Erik Ring (Musiker) (* 1972), schwedischer Geiger und Bratschist
- Erik Ring (Fußballspieler) (* 2002), schwedischer Fußballspieler
- Ernst Ring (1921–1984), deutscher Automobilrennfahrer und Politiker
- Ernst Ring-Düppel (1850–1906), preußischer Domänenpächter in Zehlendorf bei Berlin
- Evgeny Ring (* 1987), russischer Jazzmusiker, siehe Jewgeni Ring
- Frances Kroll Ring (1916–2015), US-amerikanische Biografin
- Franz Ring (* 1944), deutscher Diplomat
- Friedrich Ring (1666–1701), Straßburger Orgelbauer
- Friedrich Ring (1915–1964), deutscher Militärarzt und Politiker (NDPD)
- Gerhard Ring (* 1957), deutscher Jurist und Hochschullehrer
- Grete Ring (1887–1952), deutsche Kunsthistorikerin und Galeristin
- György Ring (* 1981), ungarischer Fußballschiedsrichterassistent
- Hartmut Ring (* 1946), deutscher Mathematiker, Informatiker und Hochschullehrer
- Hermann tom Ring (1521–1596), deutscher Maler
- Horst Ring (* 1939), deutscher Maler und Grafiker
- Irene Ring (* 1961), deutsche Umweltökonomin
- Jewgeni Ring (Evgeny Ring; * 1987), russischer Jazzmusiker
- Johann tom Ring (1571–1604), deutscher Maler
- Johann Nepomuk Ring (1772–1814), deutscher Priester
- Johannes Ring (* 1945), deutscher Dermatologe und Immunologe
- Jonathan Ring (* 1991), schwedischer Fußballspieler
- Klaus Ring (* 1934), deutscher Mikrobiologe
- Kurt Ring (* 1948), deutscher Leichtathletiktrainer
- Lauritz Andersen Ring (1854–1933), dänischer Maler, Zeichner und Keramiker
- Lothar Ring (1882–1974), österreichischer Journalist und Schriftsteller
- Louis Ring (Stadtältester) (1853–1926), deutscher Politiker, Stadtältester von Berlin
- Ludwig Ring (1929–2005), saarländischer Grafiker und Zeichner
- Ludwig Ring-Eifel (* 1960), deutscher Journalist
- Ludger tom Ring der Ältere (1496–1547), deutscher Maler und Buchdrucker
- Ludger tom Ring der Jüngere (1522–1584), deutscher Maler
- Mark Ring (* 1962), walisischer Rugby-Union-Spieler
- Matthias Ring (* 1963), deutscher Bischof
- Max Ring (1817–1901), deutscher Mediziner und Schriftsteller
- Max Ring (Mediziner, † 1962) († 1962), deutscher Mediziner
- Maximilien de Ring (1799–1873), deutsch-französischer Archäologe, Maler und Zeichner
- Melchior Ring (1493–1545), deutscher Theologe, Humanist und Täufer, siehe Melchior Rinck
- Michael Ring (* 1953), irischer Politiker (Fine Gael)
- Monika Ring, österreichische Volksschullehrerin (Dezember 2023 in OÖ gekündigt) Energetikerin und Orgasmus-Päpstin
- Nial Ring, irischer Politiker
- Ole Ring (1902–1972), dänischer Maler
- Oswald Ring (1935–2023), deutscher Jurist und Medienmanager
- Peter Ring (* 1941), deutscher Kernphysiker
- Pieter de Ring († 1660), niederländischer Maler
- Reinhard Ring (* 1948), deutscher Musikwissenschaftler
- Richard Ring (1938–2018), kanadischer Jazzgitarrist
- Sascha Ring, eigentlicher Name von Apparat (Musiker) (* 1978), deutscher Musiker
- Susanne Ring (* 1966), deutsche Malerin und Bildhauerin
- Thomas Ring (1892–1983), deutscher Maler, Dichter und Astrologe
- Thomas Ring (Polizeipräsident) (* 1961), deutscher Polizeibeamter
- Thomas Gerhard Ring (1936–2009), deutscher Theologe
- Viktor Ring (1857–1934), deutscher Jurist, Richter und Herausgeber
- Walter Ring (1862–1954), deutscher Archivar und Historiker
- Wilhelm Ring (1886–1958), deutscher Lehrer, Heimatforscher und Publizist
- Wolf-Dieter Ring (* 1941), deutscher Medienpolitiker